# Славянка (Апостоловский район)
Славянка (укр. Слов'янка) — село,
Каменский сельский совет,
Апостоловский район,
Днепропетровская область,
Украина.
Код КОАТУУ — 1220383304. Население по переписи 2001 года составляло 213 человек.

## Географическое положение
Село находится на левом берегу реки Базавлучок, которая через 2 км впадает в реку Базавлук, выше по течению на расстоянии в 3,5 км расположено село Новоивановка.

## История
- 1926 — дата основания.